# Philaretos Brachamios
Philaretos Brachamios (mittelgriechisch Φιλάρετος Βραχάμιος, armenisch Փիլարտոս Վարաժնունի Pilartos Varajnuni, arabisch Filardūs ar-Rūmī ; † 1092?) war ein byzantinischer Domestikos und Strategos (General), Statthalter der Provinz Koloneia im Militärbezirk Armeniakon und kaiserlicher Kuropalates und Protosebastos.

## Chronologische Übersicht
| Regierender Kaiser | Seldschuken    | Anatolien und Mesopotamien | Datum     |
| ------------------ | -------------- | -------------------------- | --------- |
|                    | Alp Arslan     |                            | 1063–1072 |
| Romanos IV.        |                |                            | 1068–1071 |
|                    |                | Schlacht bei Manzikert     | 1071      |
| Michael VII.       |                |                            | 1071–1078 |
|                    | Malik Schah I. |                            | 1072–1092 |
| Nikephoros III.    |                |                            | 1078–1081 |
|                    |                | Eroberung von Urfa         | 1078      |
|                    |                | Machtantritt in Antiochia  | 1080      |
| Alexios I.         |                |                            | 1081–1118 |
|                    |                | Fall von Samosata          | 1085      |
|                    |                | Fall von Antiochia         | 1086      |
|                    |                | Fall von Urfa              | 1087      |

## Leben
Philaretos entstammte der orthodoxen armenischen Familie der Varadschnuni, die in Antiochia ansässig war, aber vermutlich ursprünglich aus Zaghkadsor (Ծաղկաձոր) stammte. Philaretos trat, wie damals viele seiner Landsleute, in die Armee ein, wo er schnell Karriere machte. Die Ränge Taxiarches (Befehlshaber eines Infanterieregiments), Protospatharios und Topoteretes (stellvertretender Kommandeur) der Tagmata von Kappadokien, Magister und Dux sind durch Siegel belegt. Er wurde schließlich zum Stratopedarchen des Themas Anatolikon und Kuropalates ernannt. Unter Kaiser Romanos IV. Diogenes (1068–1071) wurde er zum Autokrâtor und Statthalter von Maraş ernannt.
In den 1060ern wurde das langsame Vordringen verschiedener türkischer Volksgruppen nach Westen nachdrücklicher. Die Grenze konnte zwar weitgehend gehalten werden, aber schon 1059 wurde zum Beispiel Sebaste von türkischen Truppen geplündert, nach Matthias von Edessa mit Billigung des Kaisers. Diese Behauptung gilt als unhaltbar (Cheynet 1996, 70), zeigt jedoch, dass das Vertrauen der östlichen Provinzialen in die Regierung in Konstantinopel schwer erschüttert war. Die Auflösung der Themenverfassung und die Annexion Armeniens hatten die byzantinische Armee stark geschwächt, sie konnte der sehr beweglichen türkischen Gruppen nicht mehr Herr werden.
Wann Philaretos zum Strategos von Koloneia im Armeniakon ernannt wurde, ist unklar.
Der normannische Söldner Robert Crepin hatte 1069 gegen den Kaiser rebelliert. Wahrscheinlich war Philaretos Teil der Armee, mit der Diogenes nach Anatolien zog, um die Rebellion niederzuwerfen. Nachdem sich Crepin ergeben hatte, wandte sich der Kaiser gegen die Seldschuken und besiegte einige plündernde Gruppen. Er ließ Philaretos zur Verteidigung des Euphrat zurück und marschierte auf Ahlat bei Erzurum, das von den Truppen Alp Arslans gehalten wurde. Philaret konnte jedoch nicht verhindern, dass die Seldschuken den Euphrat überquerten und erlitt eine empfindliche Niederlage bei Melitene. Die Seldschuken plünderten Konya und konnten erst auf dem Rückweg in einen Hinterhalt gelockt werden.
Zu dieser Zeit war, ebenfalls von Romanos IV. ernannt, der Armenier Katchatour in Nachfolge von Bekhd, Dux von Antiochia. Er scheint zahlreiche armenische Soldaten um sich gesammelt zu haben.
Nach der vernichtenden Niederlage von Romanos IV. in der Schlacht bei Manzikert 1071 im Südosten des byzantinischen Reiches, bewirkt zumindest teilweise durch Verrat aus den eigenen Reihen, begann der Hochadel der Hauptstadt einen Kampf um die Macht. Andronikos Dukas, der in Manzikert als Befehlshaber der Nachhut desertiert war, wandte sich offen gegen den Kaiser, konnte dessen erschöpfte Truppen auf dem Rückmarsch schlagen und nahm Romanos selber gefangen. Er ließ ihn foltern, mit heißen Eisen blenden und verbannte ihn auf die Insel Prote, wo er im Sommer 1072 an den Folgen der Blendung verstarb. Seine Gattin Eudoxia, die Witwe von Konstantin X., hatten die Verschwörer bereits vorher unter Waffengewalt zum Eintritt in ein Kloster gezwungen.
Der Bürgerkrieg und der Versuch von Kaiser Michael VII., den Normannen Sizilien zu entreißen, entblößte die östlichen Provinzen der dringend benötigten Truppen. Der Seldschukenherrscher Alp Arslan hatte den überwältigenden Sieg zunächst nicht weiter ausgenutzt. Während des Bürgerkrieges 1071/72 begannen jedoch einzelne Truppen von Kriegern auf Beutezug (Ghāzī) und turkmenische Nomaden über die nun schlecht gesicherte Grenze nach Zentralanatolien einzudringen, um zu plündern, aber auch, um eigene Herrschaftsgebiete einzurichten (Beylik).
Michael VII. erkannte den von Romanos IV. geschlossenen Frieden nicht an und stellte die vereinbarten Tributzahlungen von 360.000 Solidi jährlich ein. Nach dem Tode Alp Arslans am 24. November 1072 begann sein Sohn und Nachfolger Malik Schah I. mit verstärkten Angriffen auf Anatolien.
Die Verwaltungs- und Militärstruktur in Koloneia und wohl auch in der Euphratregion, also der Osrhoene, Melitene, Kommagene, und der Kyrrhestike war zunächst weitgehend intakt geblieben (Gerard 1996, 80). Philaretos erkannte jedoch bald, dass ihm die geschwächte Zentralregierung keine Unterstützung zukommen lassen konnte oder wollte. Es blieb ihm und seinen loyalen Offizieren überlassen, sich den vordringenden Seldschuken und aufrührerischen Lokalfürsten, welche die gesetzlosen Zustände zu ihrem eigenen Vorteil auszunutzen versuchten, entgegenzustellen.
Eine Reihe anderer örtlicher Befehlshaber folgte seinem Vorbild, darunter Isaak Komnenos in Antiochia, Nikephoros Palaiologos in Mesopotamien, Gregor Pakourianos in Theodosiopolis, Abul Gharib (Apelgaripès) in Kilikien, Basileos Apokapès in Edessa und auch Gabras, dem es in der Folge sogar gelang, Trapezunt und das Thema Chaldia zurückzuerobern.

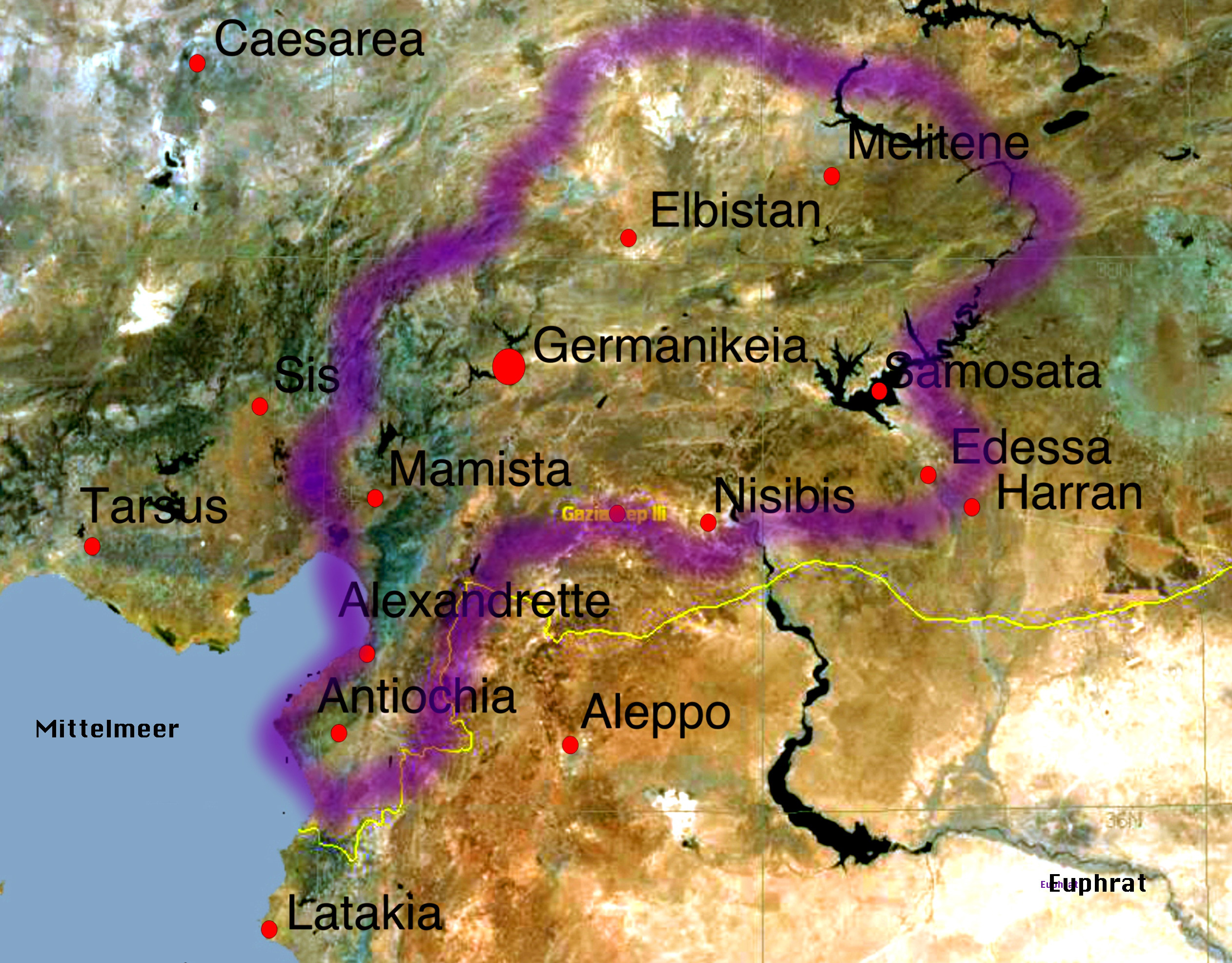
Herrschaftsgebiet von Philaretos Brachamios

Philaretos machte zunächst Mschar, südlich von Melitene, zu seiner Basis. Viele örtliche Befehlshaber versuchten inzwischen, die direkte Macht über ihr unmittelbares Einflussgebiet zu erlangen und widersetzten sich jedem Versuch, wieder größere territoriale Einheiten herzustellen. Das sollte er bei dem Versuch, das Gebiet von Sassun unter Kontrolle zu bringen, erfahren. Er lud T'ornik, Sohn des Muschegh zu Verhandlungen ein, dieser lehnte jedoch ab, mit der Behauptung, er kenne ihn nicht – immerhin den kaiserlichen Statthalter von Maraş. Auch der Magister Gregorius Arsakides (Pahlavouni), der im Heer von Philaretos diente, schaffte es nicht, seinen Schwiegersohn zur Vernunft zu bringen. T'ornik, der sich nach einem bei Bèken gefundenen Siegel inzwischen die Titel Anthypatos und Strategos von Sassun zugelegt hatte, sammelte ein Heer, das angeblich 50.000 Fußsoldaten und 6.000 Reiter umfasste. Mit 1.000 Reitern unternahm er einen Vorstoß nach Aschmuschat im östlichen Teil von Armenien, und es gelang ihm, im Bezirk Handzit' in der Ebene von Aleluay ein Kontingent von Philarets fränkischen Söldner, die die bereits vor Manzikert im Armeniakon stationiert gewesen waren, zu überraschen. Sie konnten die Franken in einem Überraschungsangriff einschließen, und sogar ihren Anführer, von dem nur der armenische Name „Rmbaghat“ bekannt ist, gefangen nehmen. Die Übersetzung des Namens ist unsicher, sowohl Rimbaud/Raimbaud (Dulaurier) als auch Roussel (Bartikian) wurden in Erwägung gezogen. Es erscheint jedoch unwahrscheinlich, dass Philaretos einen Mann, der immerhin seinen verehrten Kaiser in offener Feldschlacht verraten hatte, in seine Dienste genommen haben soll. T'ornik plünderte die Umgebung aus und zog sich auf Sassun zurück, während Philaretos in Kharberd Truppen zusammenzog. Bevor er jedoch eingreifen konnte, war T'ornik bei dem Versuch, mit dem türkischen Emir Amr Bakr' eine Allianz abzuschließen, getötet worden. Der Ablauf der Ereignisse ist nicht ganz klar.
Matthias von Edessa behauptet, Amr Bakr' habe T'ornik in seine Festung gelockt, um ihn zu ermorden. Fest steht, dass T'ornik seinen Gastgeber während eines Festmahls mit einem Dolch den Bauch aufschlitzte und entwich, auf der Flucht nach Sassun aber von einem Soldaten des Emirs von Maiyafariquin mit einem Speerstoß getötet wurde.
Danach scheint Philaretos Maraş in der Kommagene zum Zentrum seines Herrschaftsgebietes ausgebaut zu haben. Hoffmann (1974, 6) nimmt an, dass er zu dieser Zeit eine Streitmacht von ca. 30.000 Mann befehligte, hier sind aber die Besatzungen der Städte und Festungen mit eingerechnet.
Philaretos setzte 1076 Sargis, den Neffen des Katholikos Peter (1019–1058), nach Vardan ArewelʿI. „einen heiligen und bescheidenen Mann“ als Bischof von Chônion (Honi) am oberen Pyramus ein, versuchte also auch, die kirchliche Organisation wiederherzustellen. Er wurde durch die Äbte des Klosters von Haghbat geweiht. Nach dessen Tod 1077 wurde Theodor Alakhosik (T'oros Alaxosik) Katholikos.
1079 suchte eine Hungersnot das Gebiet zwischen Edessa, Maraş und Tarsus heim; im Süden war selbst Antiochia betroffen. Flüchtlinge verhungerten auf den Straßen, und nach Matthias von Edessa waren die Geier so satt, dass sie weitere Nahrung verschmähten, und der Gestank unbestatteter Leichen das Land erfüllte. Zu dieser Zeit scheinen sich zahlreiche Flüchtlinge aus Armenien besonders in Maraş und Doliche (Tluk) in der Kommagene, aber auch in Edessa und der Osrhoene angesiedelt zu haben (Dédéyan 1996, 82).
Der Caesar Johannes Dukas war von Michael VII. zum Katepan von Edessa ernannt worden. Der Kaiser suchte scheinbar unter den monophysitischen Armeniern Verbündete gegen Philaretos, die er unter anderem in Gagik von Ani fand, der zu diesem Zeitpunkt in Caesarea residierte und dem er trotz dessen Gräueltaten den Titel Protoproedros verlieh, der auf einem Bleisiegel überliefert ist. Auch die Familie Bahlavouni, die seit der Zeit von Konstantin IX. Monomachos in kaiserlichen Diensten stand, konnte er auf seine Seite ziehen. Der Magister Gregor Bahlavouni (Arsakides) führte nun die Titel èpi tou koitônos und Graf von Vaspurakan und Tarôn.
Gagik von Ani, der bibelfeste aber cholerische Ex-König von Armenien wurde schließlich durch die Brüder Mandales, Söhne des Pantaleon, loyale byzantinische Offiziere auf der Burg Kybistra gefangen genommen. Er wurde erdrosselt, angeblich auf Anraten von Philaretos. Doch dürfte Gagiks Befehl, hochgeborene griechische Frauen durch seine Truppen vergewaltigen zu lassen, wo immer er sein Nachtlager aufschlug (II, 43) und der Tod des Metropoliten von Caesarea, den er mit seinem Lieblingshund in einen Sack sperren ließ, bis dieser ihn „unter Zähneknirschen und ... erbarmungswürdigem Stöhnen“ auffraß, wenig zu seiner Popularität unter den Romäern beigetragen haben, die einer solchen Aufforderung also nicht unbedingt bedurften.
Danach scheint das westliche Kilikien unter der Herrschaft des Ruben von Vahka gestanden zu haben. Die Familie, der später die Könige von Kleinarmenien entstammten, ist seit Basileios II. belegt, als ein Mitglied den Bulgaren den Weg durch die Thermopylen nach Griechenland verlegte (Skylitzes). Nach Matthias von Edessa gehörte Ruben der Leibwache von Gagik an, wahrscheinlicher ist jedoch, dass er ein loyaler byzantinischer Offizier war. Nach 1080 scheint er jedenfalls, ebenso wie Ardzrouni Apnelgaripès (Apllarib), seit 1072 Stratege von Tarsus, sein Vorgehen mit Philaretos abgestimmt zu haben.
In Edessa war seit 1077 Leon Diabatenos (Tavadanos) Dux, der von Michael VII. abgefallen war und unabhängig regierte. Es war jedoch klar, dass sich die reiche Handelsstadt auf Dauer allein der seldschukischen Angriffe nicht würde erwehren können.
Im Auftrag von Philaretos griff 1078 Basileus (Vasil) Apokapès, der Sohn von Michael Apokapes und einer georgischen Mutter, der ehemalige Vestarch des Kuropalates David mit einer Reitereinheit Edessa an. Es gelang ihm jedoch auch nach einem halben Jahr konstanter Angriffe nicht, die wohlbefestigte Stadt einzunehmen. Aber die Bevölkerung rebellierte schließlich gegen den Dux Leon, der sich in die Zitadelle flüchtete, wo er am Altar der Gottesmutter (Theotokos) erschlagen ward. Danach öffneten die Bürger Basil, dessen Vater Abu-Kab aus der Stadt stammte, die Tore. Er regierte die Stadt bis 1083, eine Oase der Ruhe in dem schwer bedrängten westlichen Teil Mesopotamiens. Als er verstarb, wurde er als fromm und wohltätig, „ein Vater der Waisen und der Armen“ allgemein betrauert und in der Kirche von St. Georg begraben. 1080 hatten loyale byzantinische Soldaten auch den armenischen Usurpator Vasak Pachlawani (Bahlavouni), einen Sohn des Magisters Gregorios und Bruder des Katholikos Wahram, der in Antiochia die Herrschaft an sich gerissen hatte, beseitigen können. Dieser hatte zwar, vielleicht mit Billigung von Isaak Komnenos, den Titel Dux geführt, war aber nie offiziell ernannt worden, was allein in kaiserlicher Kompetenz stand. Antiochia lag im Thema Charsianon, also außerhalb von Philaretos’ ursprünglichem Herrschaftsbereich. Trotzdem übernahm Philaretos auf Bitten der versammelten Offiziere und der örtlichen Würdenträger die Verteidigung der Stadt. Vermutlich hatte er erkannt, dass von dem schwachen Herrscher Michael VII. Dukas (1071–1078), den Philaretos nie anerkannt hatte, und auch seinem Nachfolger wenig Unterstützung zu erwarten war und es den örtlichen Herrschern überlassen bleiben würde, lebensfähige territoriale Einheiten zu schaffen und sich den zunehmenden zentrifugalen Tendenzen entgegenzustellen.
In Anerkennung der geschaffenen Tatsachen ernannte ihn der neue Kaiser Nikephoros III. Botaneiates nicht nur zum Dux von Antiochia, sondern auch zum Domestikos der Scholes des Orients und, nach einem Siegelfund, schließlich auch zum Kuropalates oder Protopalates (Cheynet 1996, 76) und Protosebastos. Auch Basileios Apokapes, den Botaneiates nach Michael Attaleiates von Kämpfen an der Donaufront persönlich kannte, wird nun endlich offiziell anerkannt und erhält den Titel proedros, Theodor, Sohn des Hetum, wird Graf von Melitene.
Aber auch Botaneiates ging bereits 1081 ins Kloster.
Damit blieb es Philaretos und seinen Männern überlassen, in einem Gebiet, das im Westen durch den Amanos begrenzt wurde und im Osten bis über den Euphrat reichte, die Ordnung wiederherzustellen. Dieses Gebiet umfasste unter anderem:
- Antiochia (Antakya)
- Germanikea (Maraş)
- Albistan (Elbistan)
- Melitene (Malatya)
- Ablastha
- Martyropolis (Silvan)
- Kesoun (K'esun, Crasson, Kecun) und Sassun
- Gargar
- Edessa (Şanlıurfa)
- Karberd
- Ra'ban
- Samosata (Samsat)
- Kyrrhos
- Hierapolis Bambyke, die ehemalige Hauptstadt der Kommagene

sowie in Kilikien, wahrscheinlich im Bündnis mit Ruben von Vahka:
- Tarsus
- Mamistra
- Anazarba

Nach dem Tode von Basileios ernannte der Rat von Edessa den Armenier Sempat, einen Helden der Perserkriege zum Dux, ohne allerdings die Zustimmung Philarets einzuholen. Ischkhan, ein Edessener vermutlich persischer Abstammung, blieb Philaretos jedoch treu. Er und sein Bruder Theoderich, zusammen mit weiteren Mitgliedern herausragender Edessener Familien schlossen sich gegen die Armenier zusammen und konnten die Stadt nach sechs Monaten des Aufstands an Philaretos übergeben. Philaretos scheint danach den armenischen Einfluss in Edessa deutlich beschnitten zu haben, angeblich wurde Arjuk, ein Führer der armenischen Partei hingerichtet, Sempat und seine Gefolgsleute im Rat in Ketten nach Malatya gebracht und dort geblendet. Es ist schwer, sich ein eindeutiges Bild zu machen. Matthias von Edessa ist eindeutig parteiisch, und Gregorius Bar-Hebraeus berichtet verwirrenderweise, Philaretos habe die Stadt von den Türken zurückerobert. Es ist also nicht auszuschließen, dass die Überlieferung hier größere Lücken aufweist, und Sempat unter Umständen ein Bündnis mit den Danischmenden eingegangen war, um die Interessen der reichen Handelsherren nach ungehindertem Warenverkehr zu befördern.
1084 eroberte Malik Schah I., der seldschukische Sultan von Bagdad mit Hilfe des Emirs Suleiman ibn Kutalmiş, dem Begründer des Sultanats von Rum, mit 300 Männern Antiochia in einem Überraschungsangriff. Die Bewohner flüchteten sich in die Zitadelle. Da Philaretos sich zu dieser Zeit mit seinem Heer in Edessa aufhielt, konnte er ihnen nicht zur Hilfe kommen, und die Bürger („weich und unerfahren im Kampf wie Weiber“, wie Matthias von Edessa bemerkt) ergaben sich schließlich nach längerer Belagerung den Seldschuken. Anna Komnena behauptet, Philaretos sei zum Islam übergetreten und sein Sohn sei, nachdem Versuche, ihn von diesem Schritt abzubringen erfolglos geblieben waren, zu Süleyman nach Nikäa gereist und habe ihm die Stadt übergeben. Der ganze Abschnitt ergibt jedoch wenig Sinn. Süleyman endete bereits im folgenden Jahr nach einer verlorenen Schlacht gegen Tutusch, den Bruder Malik Schahs durch Selbstmord. Antiochia fiel an Abu Sa'id Taj ad-Dawla Tutusch, den seldschukischen Sultan von Aleppo.
1084 eroberte ein Emir namens (armenisch) Polchatachi/Poltachi den Bezirk Jahan. Der Erzbischof Theodoros von Chonion kam damit unter seldschukische Herrschaft, und Philaretos sah sich gezwungen, einen neuen, von den Türken unabhängigen Bischof einzusetzen. Eine Synode in Maraş wählte Paulus (Pʿolos), den Abt des Klosters vom Heiligen Kreuz in Varag, zum Katholikos. Damit gab es im ursprünglichen Erzbistum von St. Gregorius nun vier Erzbischöfe, von denen jeder unabhängig Priester weihte und Bischöfe einsetzte:
- Erzbischof Vahram, der sich mit seinem Gefolge als Einsiedler in die ägyptische Wüste zurückgezogen hatte
- Erzbischof Theodorus in Chonion, nun im Herrschaftsgebiet der Seldschuken
- Erzbischof Barsegh in Ani, der alten Hauptstadt des armenischen Königreiches als Nachfolger seines Onkels Gregor II. Wkajasser.
- Erzbischof Paulus in Maraş, der 1090 durch den armenischen Patriarchen Barsegh (Barsēl) mit Hilfe Malik Schahs abgesetzt wurde und 1093 in Edessa starb.

1086 trat Philaretos, auf allen Seiten durch das Vordringen der Seldschuken bedroht, in Verhandlungen mit Malik Schah I. ein. Er ließ den griechischen Parakoimomenos (eigentlich „Leibwächter“, hoher Offizierstitel) Palatianos in Edessa als seinen Stellvertreter zurück. Der Offizier Barsauma (Parsama) ermordete Palatianos jedoch beim Gebet in der Kapelle des heiligen Theodor und warf sich selber zum Herrscher von Edessa auf, was natürlich Philarets Verhandlungsposition bei Malik Schah extrem schwächte. Außerdem stand der Sultan zu dieser Zeit selbst in Verhandlungen mit den Romäern, die allerdings durch den Verrat seines iberischen Abgesandten scheiterten. Matthias und Vardan behauptet, Philaretos sei in seiner Verzweiflung „schwach im Glauben“ geworden und habe sich zum Islam bekehrt – wenn dem so gewesen sein sollte, hinderte es Malik Schah jedenfalls nicht daran, sich nach und nach große Teile des Herrschaftsgebietes von Philaretos anzueignen. Noch im selben Jahr zog er feierlich in Antiochia ein und nahm, wie die assyrischen Könige vor ihm, zu Pferd und in voller Rüstung an der Mündung des Orontes ein Bad im Mittelmeer.
Edessa wurde im Auftrag Malik Shahs von dem Emir Buzan belagert und litt bald unter einer Hungersnot. Barsauma hatte scheinbar nicht ausreichend für Vorräte gesorgt und hatte auch keine Verbündeten, die ihm zur Hilfe hätten kommen können. Als die Lage aussichtslos wurde, wandten sich auch die Bürger der Stadt gegen ihn. Er stürzte sich schließlich von den Wällen, und Edessa ergab sich 1087 Buzan.
Philaretos war damit durch Verrat seiner christlichen Untertanen und den Vormarsch der Seldschuken wieder auf sein Kerngebiet um Maraş zurückgeworfen. Kaiser Alexios I., der nach der Katastrophe von Manzikert begonnen hatte, allmählich den Militär- und Verwaltungsapparat wieder aufzubauen, ernannte ihn zum Protosebastos, konnte ihm aber, selbst mit Kämpfen gegen die Normannen beschäftigt, keine militärische Unterstützung zukommen lassen.
Es ist unklar, wann Philaretos verstarb, nach 1086 wird sein Name in den Quellen nicht mehr erwähnt. Dédéyan (1996) nimmt 1090, Cheynet (1996) das Jahr 1092 an.

## Nachfolger
Zwei Söhne von Philaret konnten die Herrschaft in Germanikeia aufrechterhalten. Seine Offiziere Gabriel (Khoril) in Melitene (Malatya) und Toros (Theodor) in Edessa, die beide ebenfalls dem orthodoxen Glauben anhingen, konnten seine die Nachfolge teilweise übernehmen. Kaiser Alexios I. bestätigte sie im Amt und ernannte Toros zum Kuropalates, Gabriel zum Protokuropalates.
Bald nach dem Tode des Philaretos musste sich Gabriel aber Malik Schah unterwerfen. Auf einem Siegel nennt er sich nun Emir, Dux und Protokuropalat (Cheynet 1996, 77).